# Schloss Eidendorf

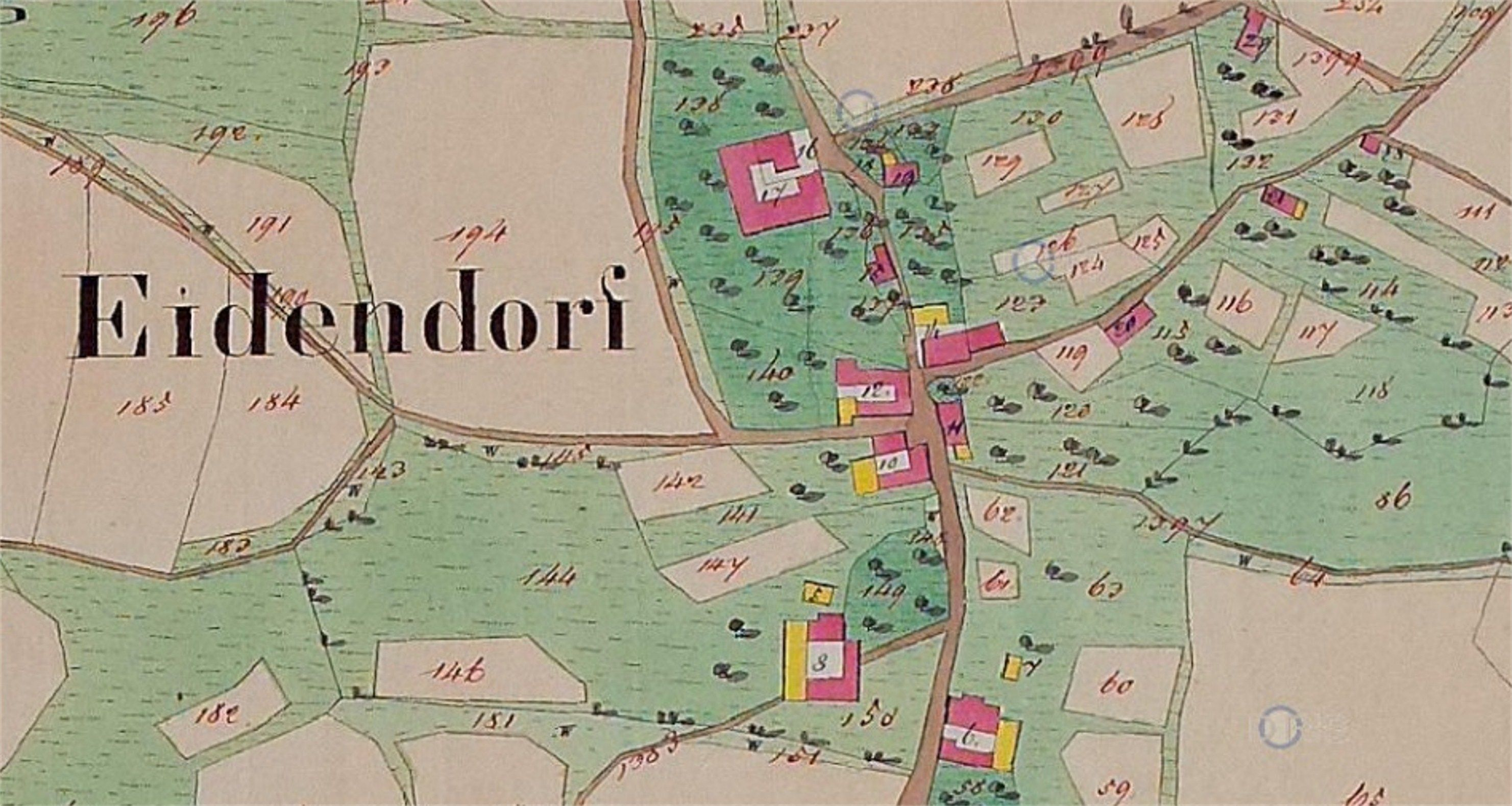
Lokalisierung des abgegangenen Schlosses Eidendorf auf dem Franziszeischen Kataster (Parzellen 16 und 17)

Das verschwundene Schloss Eidendorf lag nordwestlich des gleichnamigen Ortsteils der Gemeinde Herzogsdorf im Bezirk Urfahr-Umgebung von Oberösterreich (heutige Hausnummern 35, 36, 37, 38, 41).

## Geschichte
Eidendorf gehörte zur Herrschaft Rottenegg. 1356 wurde Eitendorf urkundlich erwähnt. 1693 wurde Josef Schmiedtauer (Schmidtauer) von Oberwallsee zu Eitendorff genannt, der das Anwesen von Leonhard Hohenstein erworben hatte. Nach diesem kam der Besitz an Georg Freiherrn Ehrenreich von Crompichl (Cronpichl). Noch 1817 war Eitendorf als ein Freisitz in der Landtafel eingetragen; auch 1850 wurde Eidendorf als Landgut mit Zehntabgabe geführt. Damals gehörte es zum Steuerbezirk Ottensheim bzw. zum Bezirksgericht Eschelberg. Die letzte Besitzerin lebte noch 1890 und hieß im Volksmund „Annamirl“.
Bis 1910 besaß Eidendorf ein schlossartiges Aussehen. Das einstöckige Gebäude war von einem Burggraben umgeben. Infolge eines Brandes wurde der Baubestand vernichtet und 1914 abgetragen. Der heute noch existierende Meierhof hat die Hausnummer 1 von Eidendorf. Auch weitere Häuser von Eidendorf hatten eine Beziehung zu dem Schloss (z. B. Fleischbank). Heute ist der Ort des Schlosses mit Einfamilienhäusern überbaut.

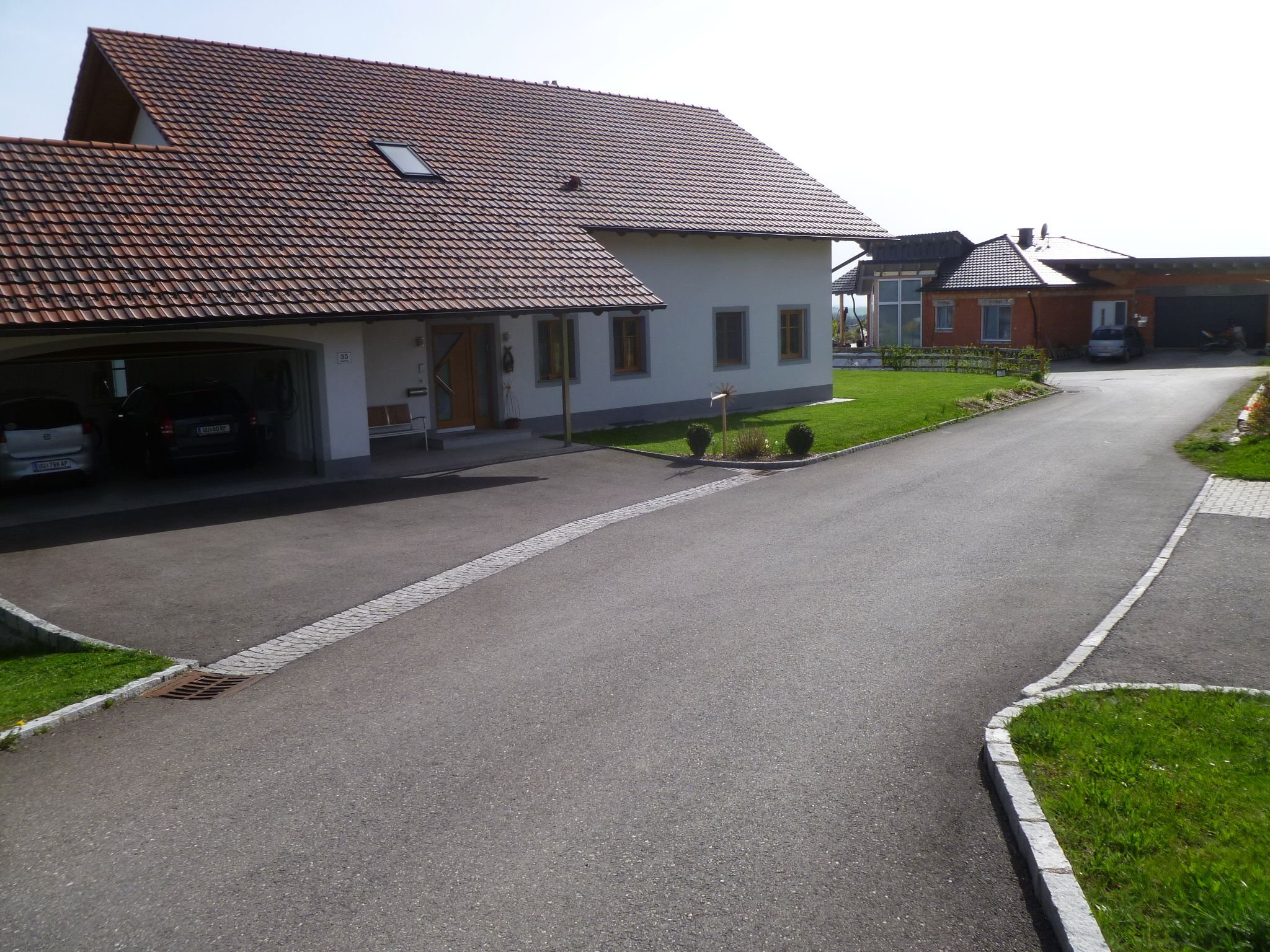
Mit Einfamilienhäusern überbaute Stelle von Schloss Eidendorf
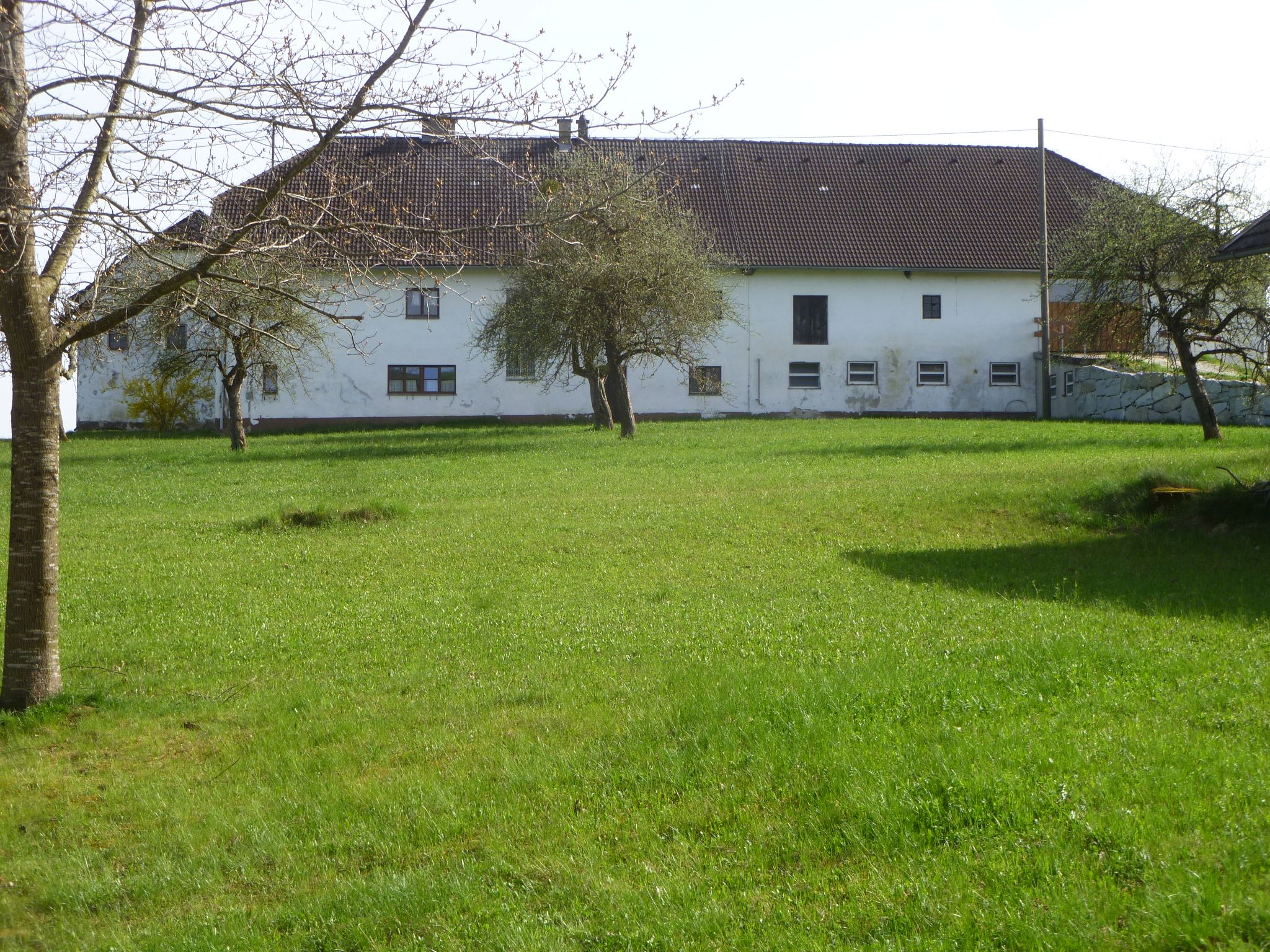
Meierhof von Schloss Eidendorf
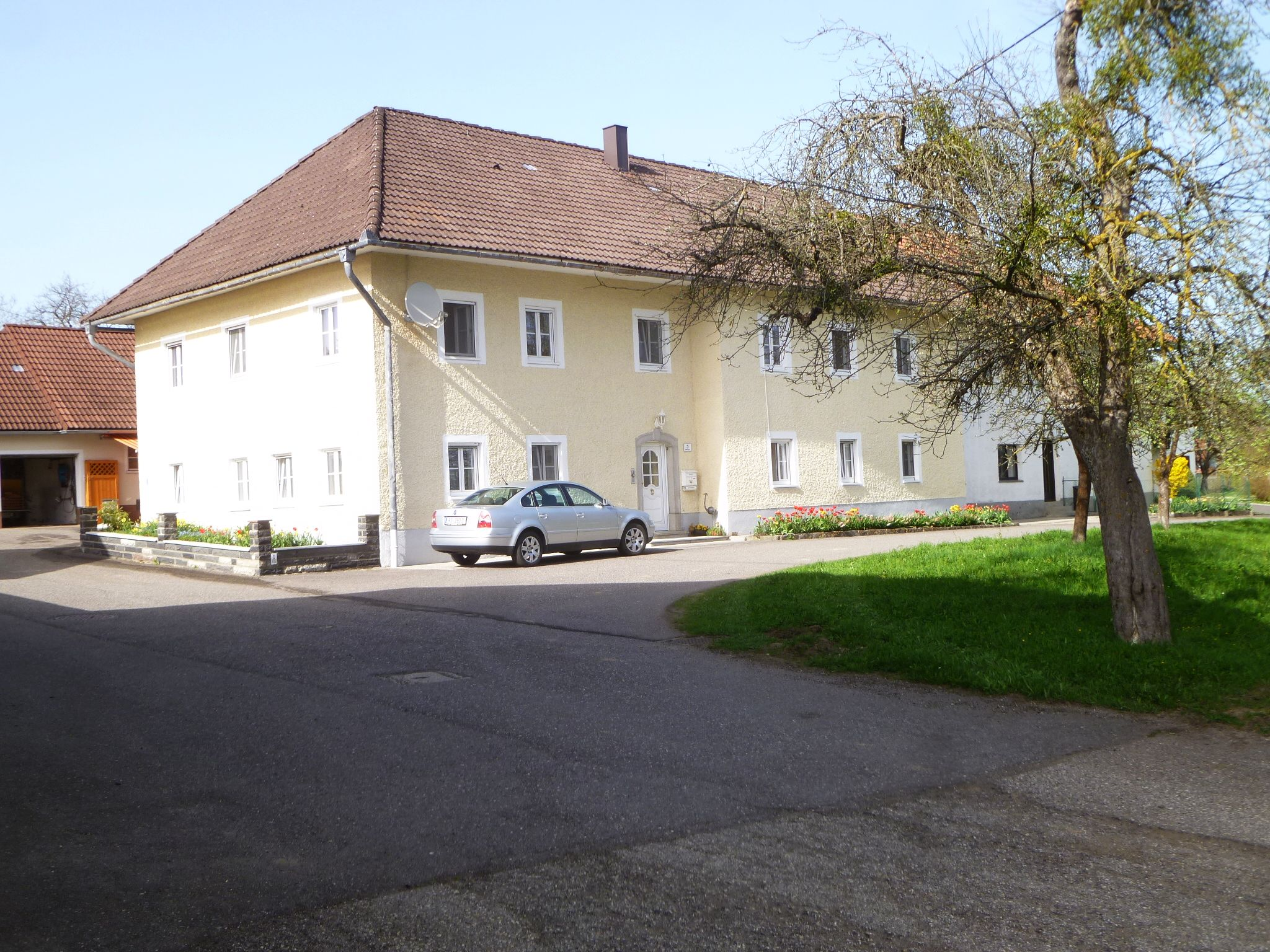
Ehemaliges Fleischerhaus von Schloss Eidendorf